# Richard Annesley
Richard Annesley (14. dubna 1745 – 9. listopadu 1824) byl anglo-irský politik a 2. hrabě Annesley.

## Život
Narodil se 14. dubna 1745 jako druhý syn Williama Annesleye, 1. vikomta Glerawly a jeho manželky Lady Anne Beresford. Byl členem parlamentu pro Coleraine a později pro St Canice, Newtownards, Fore, Blessington, Clogher a Midleton. Sloužil jako vysoký šerif Downu. Titul hrabě Annesley, zdědil po svém bezdětném bratrovi Francisovi Annesley.
Dne 25. září 1771 se oženil s Anne Lambert. Spolu měli šest dětí:
- William Annesley, 3. hrabě Annesley (1772–1838)
- Robert Annesley (1773–1825)
- Arthur Grove-Annesley (1774–1849)
- Francis Charles Annesley (1775–1832)
- Catherine O'Donel roz. Annesley (1776-1830)
- Anna Maria Annesley (1778-?)

Zemřel 9. listopadu 1824.